# Jeune homme triste dans un train
Nu (esquisse), jeune homme triste dans un train est un tableau peint par Marcel Duchamp en 1911-1912.
Le motif traité à la manière cubiste montre plusieurs silhouettes masculines dans un même cadre.
Cette huile sur carton était considérée comme un autoportrait par son auteur.
Elle est exposée à l'Armory Show en 1913. D'après Arturo Schwarz et Marc Partouche, elle a appartenu un temps au peintre Manierre Dawson.
Acquise ensuite par Peggy Guggenheim, la toile rejoint sa collection, à Venise, où elle est conservée.